# Джундубаева, Нинакан
Нинакан Джундубаева (дев. Намызова) (20 октября 1917, Кочкорка, Пишпекский уезд, Семиреченская область, Российская республика — 2003, Кыргызстан) — советская, затем киргизская поэтесса, прозаик и драматург, член Союза писателей СССР (с 1964 года), член Союза журналистов СССР (с 1960 года), заслуженный работник культуры Киргизской ССР (с 1977 года).

## Биография
Родилась 20 октября 1917 года в селе Кочкорка (ныне — Кочкорский район Нарынской области) в семье крестьянина-бедняка.
С 1929 года по 1934 год воспитывалась в детском доме, до 1936 года училась в кочкорской школе колхозной молодёжи (ШКМ). После окончания школы некоторое время учительствовала в сельских школах — с 1936 по 1940 год работала учительницей в начальной сельской школе Кочкорка. В 1940 году вступила в ряды ВКП(б), в том же году избралась первым секретарём Джумгальского райкома комсомола. С июля 1941 по 1952 год работала в партийном аппарате в Кочкорском, Джумгальском и Ат-Башинском районах Нарынской области. В 1952 году избралась председателем Чолпонского райисполкома.
В 1956 году Джундубаева окончила Высшую партийную школу при ЦК КП Киргизии, в 1967 году окончила заочное отделение ВПШ в Алма-Ате. В 1958—1962 годы заведовала отделом партийной жизни в редакции областной газеты «Тянь-Шаньская правда» (кирг. «Тянь-Шань правдасы»), в 1960 году её приняли в Союз журналистов СССР. Спустя четыре года, Джундубаеву приняли и в Союз писателей СССР. До 1965 года работала директором Нарынского областного музыкально-драматического театра, с того же года заведовала районным отделом культуры Кочкорского района, с 1971 по 1976 год была литературным консультантом правления Союза писателей Киргизии по Нарынской области. С 1979 году стала персональным пенсионером республиканского значения.
Начала печататься с 1957 года. Писала она как для взрослых, так и для детей. Многие её стихи были переложены на музыку и стали песнями. В 1960 году в Киргизском государственном издательстве вышел её первый поэтический сборник на киргизском языке «Первый звон» (кирг. «Алгачкы жацырык»). Затем выходят её другие сборники стихотворений на киргизском «Проводы» (1960, Киргизучпедгиз), «Умелые руки» (1963, Киргизучпедгиз), «Мечта матери» (1967, изд-во «Кыргызстан»), «Мир маленьких» (1967, изд-во «Мектеп»). Также её перу принадлежат пьесы «Гульнар», «В одном доме», «Звёзды в горах» и другие, которые ставились на сценах областных и районных театрах республики. Стихотворения Нинакан Джундубаевой были переведены на киргизский, русский, казахский, узбекский, таджикский, эстонский, татарский языки.
Скончалась Нинакан Джундубаева в 2003 году в Бишкеке.

## Награды и звания
За активное участие в культурной жизни республики и плодотворную деятельность в области литературы и журналистики Нинакан Джундубаева была награждена:
- Орденом «Знак Почёта»[3];
- Медаль «За доблестный труд»[3];
- Медалью «За трудовое отличие»[3];
- Медалью «Ветеран труда»[3];
- Почётными грамотами Верховного Совета Киргизской ССР[3];
- В 1977 году получила звание заслуженного работника культуры Киргизской ССР[1];
- Почётной грамотой Министерства культуры СССР[3].